# Richfield (Kansas)
Richfield é uma cidade localizada no estado americano de Kansas, no Condado de Morton.

## Demografia
Segundo o censo americano de 2000, a sua população era de 48 habitantes.
Em 2006, foi estimada uma população de 43, um decréscimo de 5 (-10.4%).

## Geografia
De acordo com o United States Census Bureau tem uma área de
2,6 km², dos quais 2,6 km² cobertos por terra e 0,0 km² cobertos por água.

## Localidades na vizinhança
O diagrama seguinte representa as localidades num raio de 36 km ao redor de Richfield.